# لیبیییتسه
لیبیییتسه (به چکی: Libějice) یک منطقهٔ مسکونی در جمهوری چک است که در منطقه تابور واقع شده‌است.
 لیبیییتسه ۲٫۹۵ کیلومتر مربع مساحت و ۱۱۱ نفر جمعیت دارد و ۴۹۰ متر بالاتر از سطح دریا واقع شده‌است.